# Félix Cantalicio Aracuyú
Felix Cantalicio Aracuyú (n.¿? - m.¿?) fue un anarquista y sindicalista paraguayo de principios del siglo XX, nacido en la ciudad de Belén, departamento de Concepción.

## Infancia
Era hijo de una indígena guaraní y de un afrodescendiente.
En una parroquia de su pueblo, actuó como monaguillo, y realizó sus primeros estudios.

## Vida en Asunción
Muy joven, fue a Asunción a trabajar de obrero pintor. 
Muy pronto se destacó como orador y líder sindicalista. Integró el Sindicato de Resistencia de Obreros Pintores.
Logró comprarse un pequeño terreno en las afueras de la capital, donde cultivaba legumbres, que iba a vender bien temprano en el mercado de Asunción.
Fue enviado varias veces al Chaco debido a su activa militancia en el anarcosindicalismo, sin embargo, siempre logró regresar a las ciudades, para continuar con sus actividades de obrero y militante. Era muy respetado, ya que daba buenos discursos, tanto en guaraní, como en español.

## Participación en la toma de Encarnación
Participó de la toma de Encarnación en 1931, junto a otros destacados intelectuales de le época, como Obdulio Barthe, y Oscar Creydt.
Esta revolución debió haber ocurrido en todo el país, sin embargo, por problemas de comunicación, solo se concretó en la capital de Itapúa. Es por eso que la toma duró tan solo 16 horas. Al ver la falta de apoyo en el resto del país, los revolucionarios abandonaron la ciudad. Sin embargo, Cantalicio Aracuyú fue herido de bala en la cabeza por la policía, por lo que no pudo escapar con sus compañeros.
Tuvo que soportar la cárcel, y los maltratos de los policías. Sin embargo, se recuperó, y continuo luchando por la causa libertaria, hasta su muerte, cuya fecha se desconoce, en los años 1980.